# Cantó de Lo Canet
El cantó de Lo Canet és un cantó francès del departament dels Alps Marítims, situat al districte de Grassa. Inclou el municipi de Lo Canet.

## Municipis
- Lo Canet

## Història
| Data d'elecció                           | Identitat       | Partit | Qualitat |
| ---------------------------------------- | --------------- | ------ | -------- |
| 1970-1976                                | Gaston Ducros   | CR     |          |
| 1976-1988                                | Pierre Bachelet | RPR    |          |
| 1988-1994                                | Lucien Griffa   | RPR    |          |
| 1994-2002                                | Michèle Tabarot | DL     |          |
| 2002-                                    | Patrick Tambay  | UMP    |          |
| les dades anteriors no són pas conegudes |                 |        |          |
|                                          |                 |        |          |

| 1962 | 1968 | 1975 | 1982 | 1990 | 1999   | 2007   |
| ---- | ---- | ---- | ---- | ---- | ------ | ------ |
| -    | -    | -    | -    | -    | 29.365 | 29.975 |